# Breakfast in the Field
| Recensione              | Giudizio |
| ----------------------- | -------- |
| AllMusic                |          |
| Dizionario del Pop-Rock |          |

Breakfast in the Field è il primo album del cantautore folk rock statunitense Michael Hedges, pubblicato dalla Windham Hill Records nel 1981. Il disco fu registrato al The Music Annex di Menlo Park, California (Stati Uniti). Fu inciso interamente dal vivo, senza sovraincisioni, su nastro a 2 tracce.

## Tracce
Tutti i brani sono composti da Michael Hedges

### LP
Lato A
1. Layover – 2:30
2. The Happy Couple – 3:20
3. Eleven Small Roaches – 3:00
4. The Funky Avocado – 2:03
5. Baby Toes – 2:10
6. Breakfast in the Field – 2:24

Lato B
1. Two Days Old – 4:46
2. Peg Leg Speed King – 3:20
3. The Unexpected Visitor – 2:46
4. Silent Anticipations – 3:23
5. Lenono – 4:03

## Musicisti
- Michael Hedges – chitarra
- George Winston – pianoforte
- Michael Manring – basso (fretless)

Note aggiuntive
- William Ackerman – produttore, design copertina album originale
- Registrazioni effettuate al The Music Annex di Menlo Park, California
- Russell Bond – ingegnere delle registrazioni
- Leo Holub – foto copertina frontale album originale
- Ron May – foto retrocopertina album originale[4]